# 드미트리 로고진
드미트리 올레고비치 로고진(러시아어: Дми́трий Оле́гович Рого́зин)은 러시아의 외교관이자 정치인이다. 1997년 3월 보로네시주 보궐선거에서 당선되어 정치 활동을 시작하였다. 2000년 1월 19일, 로고진은 국가 두마 외교위원장으로 선출되었으며, 2003년 9월 총선을 3개월 앞두고 조국당을 창당했다. 외교위원장 임기가 끝난 이후 로고진은 국가 두마 부의장에 임명되어, 2004년까지 이 자리를 유지했다.
2006년 조국당 대표직에서 물러난 이후 잠시 정계를 떠난 로고진은 2008년 1월, 블라디미르 푸틴 대통령에 의해 주 나토 러시아 대사로 임명되었다.
2011년, 드미트리 메드베데프 대통령은 로고진을 군수담당 부총리로 임명하였다.
로고진은 유창한 영어, 스페인어, 이탈리아어, 프랑스어를 구사하며, 간단한 체코어와 우크라이나어 회화를 할 수 있다.

## 생애
드미트리 로고진은 1963년 12월 21일, 모스크바의 군사학자 집안에서 태어났다. 학교 재학 시절에는 농구와 핸드볼을 즐긴 것으로 알려져 있다. 1978년, 로고진은 콤소몰에 가입하였다.
1981년에 모스크바 대학 언론학과에 입학하였고, 다음 해 철학과에 다니던 타티야나 세레브랴코바와 결혼하였으며 1983년에는 아들 알렉세이 로고진을 낳았다.
대학 시절, 로고진은 영어, 이탈리아어, 스페인어, 체코어를 섭렵하였고, 1986년에는 언론학과를 우수한 성적으로 졸업하였다.

## 크림 위기
2014년 크림 위기 때, 미국 언론지 포브스는 로고진을 '러시아 내 대표적 매파 인사'라고 분류한 바 있다. 또한, 미국의 버락 오바마 대통령은 로고진을 '크림반도 장악에 깊이 관여했거나 우크라이나 주권을 침해한 것으로 판단되는 인사'로 간주하였다.
결국 2014년 3월 14일, 미국, 오스트레일리아, 스위스, 유럽연합, 캐나다 정부는 발렌티나 마트비옌코 러시아 연방평의회 의장, 빅토르 야누코비치 전 우크라이나 대통령 등과 함께 로고진을 입국 금지 대상자에 포함시켰고, 해외에 있는 그들의 자산을 동결하기로 결정하였다.
서방의 제재 결정이 내려지자 로고진은 즉각 자신의 트위터에 '오바마 대통령이 장난하는 줄 알았다'라는 말과 함께 오바마 대통령을 조롱하는 글을 올렸다.
Тов.Обама, а что делать тем, у кого нет ни счетов, ни собственности за границей? Или Вы об этом не подумали?
(오바마 동무, 제재 리스트에 오른 이들이 계좌나 해외 자산이 전혀 없다면 어떻게 할 것인가? 아니면 이것을 생각하지 못했던 것인가?)

## 루마니아 정부와의 충돌
2014년 5월 10일, 블라디미르 푸틴의 특사로 몰도바에서 열린 2차 대전 승전 기념식에 참가하고 귀국하던 로고진은 루마니아 관제 당국으로부터 영공 통과를 거부받았다.
이에 로고진은 자신의 트위터에서 "미국의 요청으로 루마니아는 내가 탄 비행기에 대해 영공을 폐쇄했으며 우크라이나 역시 허락하지 않았다"며, 다음에는 전략 폭격기 투폴레프 Tu-160을 타고 오겠다며 으름장을 놓았다.
루마니아 정부는 이에 깊은 유감을 표시하며, 로고진의 발언에 대해 러시아에게 해명을 요구했다.

## 쿠릴 열도 관련 막말 논란
2015년 8월 22일, 드미트리 메드베데프 러시아 연방 총리는 전격적으로 쿠릴 열도에 위치한 4개의 섬 중 이투루프 섬을 방문했고, 일본 정부는 이에 기시다 후미오 외무상의 모스크바 방문 일정을 백지화하는 등 거세게 반발에 나섰다.
일본의 반발이 거세지자 로고진은 자신의 트위터에 "그들이 진정한 남자라면 전통에 따라 하라키리(할복 자살)를 하고 조용해졌겠지만, 지금은 떠들기만 한다"이라는 독설을 퍼부었다.
스가 요시히데 일본 관방장관은 로고진의 이 발언을 기자회견에서 언급하며 "깜짝 놀랐다. 비건설적인 발언에 대해 코멘트할 생각도 들지 않는다"라며 로고진을 비판하였다.

## 교육 및 연구 활동
로고진은 1986년 모스크바 대학 언론학과를 졸업하였고, 1996년에는 모스크바 대학에서 '러시아의 문제와 그것이 국제 사회에 미치는 영향'이라는 주제로 자신의 논문을 발표, 철학 박사 학위를 취득했다.
1999년, 로고진은 '21세기의 러시아 국가 안보 문제'라는 주제로 자신의 논문을 1996년에 이어 추가 발표하였다.